# Edinboro
Edinboro es un borough ubicado en el condado de Erie en el estado estadounidense de Pensilvania. En el año 2000 tenía una población de 6,950 habitantes y una densidad poblacional de 1,159 personas por km².

## Geografía
Edinboro se encuentra ubicado en las coordenadas 41°52′26″N 80°7′54″O / 41.87389, -80.13167

## Demografía
Según la Oficina del Censo en 2000 los ingresos medios por hogar en la localidad eran de $26,652 y los ingresos medios por familia eran $48,516. Los hombres tenían unos ingresos medios de $33,750 frente a los $24,821 para las mujeres. La renta per cápita para la localidad era de $12,209. Alrededor del 34.4% de la población estaba por debajo del umbral de pobreza.